# Fabian Gottlieb von Bellingshausen
Fabian Gottlieb von Bellingshausen (rusko Фадде́й Фадде́евич Беллинсга́узен, Fadej Fadejevič Bellinsgausen), baltskonemški pomorski častnik in raziskovalec Antarktike, * 18. avgust 1778, Ösel, Estonska gubernija, Ruski imperij (danes Saaremaa, Estonija), † 13. januar 1852, Kronštat, Ruski imperij.
Rojen je bil v plemiški rodbini Bellingshausen baltskih Nemcev v Estonski guberniji tedanjega Ruskega imperija. Z desetimi leti je postal kadet Ruske imperialne mornarice in pri starosti 18 let diplomiral na pomorski akademiji v Kronštatu. Naglo je napredoval do čina kapitana. Kot velik občudovalec kapitana Cooka je sodeloval v prvi ruski odpravi, ki je na ladji Nadežda (Upanje) obkrožila svet. Svojo pot je pod vodstvom von Krusensterna začela leta 1803 in jo končala leta 1806. Zatem je Bellingshausen poveljeval različnim ladjam v Baltskem in Črnem morju. 
Ko je car Aleksander I. leta 1819 dal svoje soglasje za odpravo v južna polarna območja, so oblasti za njenega poveljnika izbrale Bellingshausna. Iz Portsmoutha sta 5. septembra 1819 odpluli dve ladji, 600-tonska korveta Vostok (Vzhod) in 530-tonska podporna ladja Mirni, ki ji je poveljeval Lazarev. Prva po odpravi Jamesa Cooka je 26. januarja 1820 prekoračila južni tečajnik, 28. januarja pa so člani odprave iz točke s položajem 69° 21' 28" južne zemljepisne širine in 2° 14' 50" zahodne zemljepisne dolžine zagledali antarktično kopno z ledenimi poljanami. Ta dejstva potrjujejo Bellingshausnov dnevnik, njegovo poročilo ruskemu ministru za vojno mornarico z dne 21. julija 1821 in drugi dokumenti, ki so shranjeni v Ruskem muzeju Arktike in Antarktike v Sankt Peterburgu. Poleg tega točka leži manj kot 20 milj od kopnega Antarktike, zato Rusija zahteva, da se Bellingshausna proglasi za odkritelja dolgo iskane Terre Australis, namesto častnika britanske kraljeve mornarice Edwarda Bransfielda (odkritje z dne 30. januarja 1820) ali ameriškega kitolovca Nathaniela Palmerja (17. november 1820). 
Med tem potovanjem je Bellingshausen odkril tudi Južne Shetlandske otoke, Otok Petra I. in polotok na Antarktiki, ki ga je poimenoval Aleksandrova obala, vendar se je kasneje izkazalo, da je v resnici Aleksandrov otok. 
Odprava je zatem nadaljevala z raziskovanjem tropskih voda Tihega oceana in se v Kronštat vrnila 4. avgusta 1821 brez večjega odobravanja. Bellingshausen je nadaljeval s služenjem svojemu carju. Boril se je v rusko-turški vojni (1828-1829) in dosegel čin admirala. Leta 1839 je postal vojaški guverner Kronštata, mesta, v katerem je tudi umrl.